# Laumersheim
Laumersheim – miejscowość i gmina w Niemczech, w kraju związkowym Nadrenia-Palatynat,  w powiecie Bad Dürkheim, wchodzi w skład gminy związkowej Leiningerland. Do 31 grudnia 2017 należała do gminy związkowej Grünstadt-Land.

## Geografia
Laumersheim leży w historycznym Leiningerland, nad Eckbach i na wschodnim brzegu palatynackiego Haardt.

## Historia
Pierwsza wzmianka o Laumersheim pojawiła się w XVIII wieku. Od 1255 znani byli Herren von Lumersheim, jednak Panowie Randeck oraz Löwensteinowie, także Flersheimowie, Palatynat oraz diecezja Worms dzielili posiadanie. W roku 1364 Laumersheim otrzymało od cesarza Karola IV prawa miejskie, ale straciło je w 1422. Za sprawą coraz to nowych przybyłych mieszkańców miasto zostało ufortyfikowane. Murów tych nie można już dzisiaj zobaczyć, zostały zniszczone w 1525 w czasie wojny chłopskiej oraz w 1689 podczas wojny z Francuzami. Pozostały jedynie fragmenty zamku wodnego z XV wieku. Do 1969 roku miejscowość należała do powiatu Frankenthal. W 1972 roku Laumersheim zostało dołączone do nowo powstałej gminy związkowej Grünstadt-Land.

## Galeria

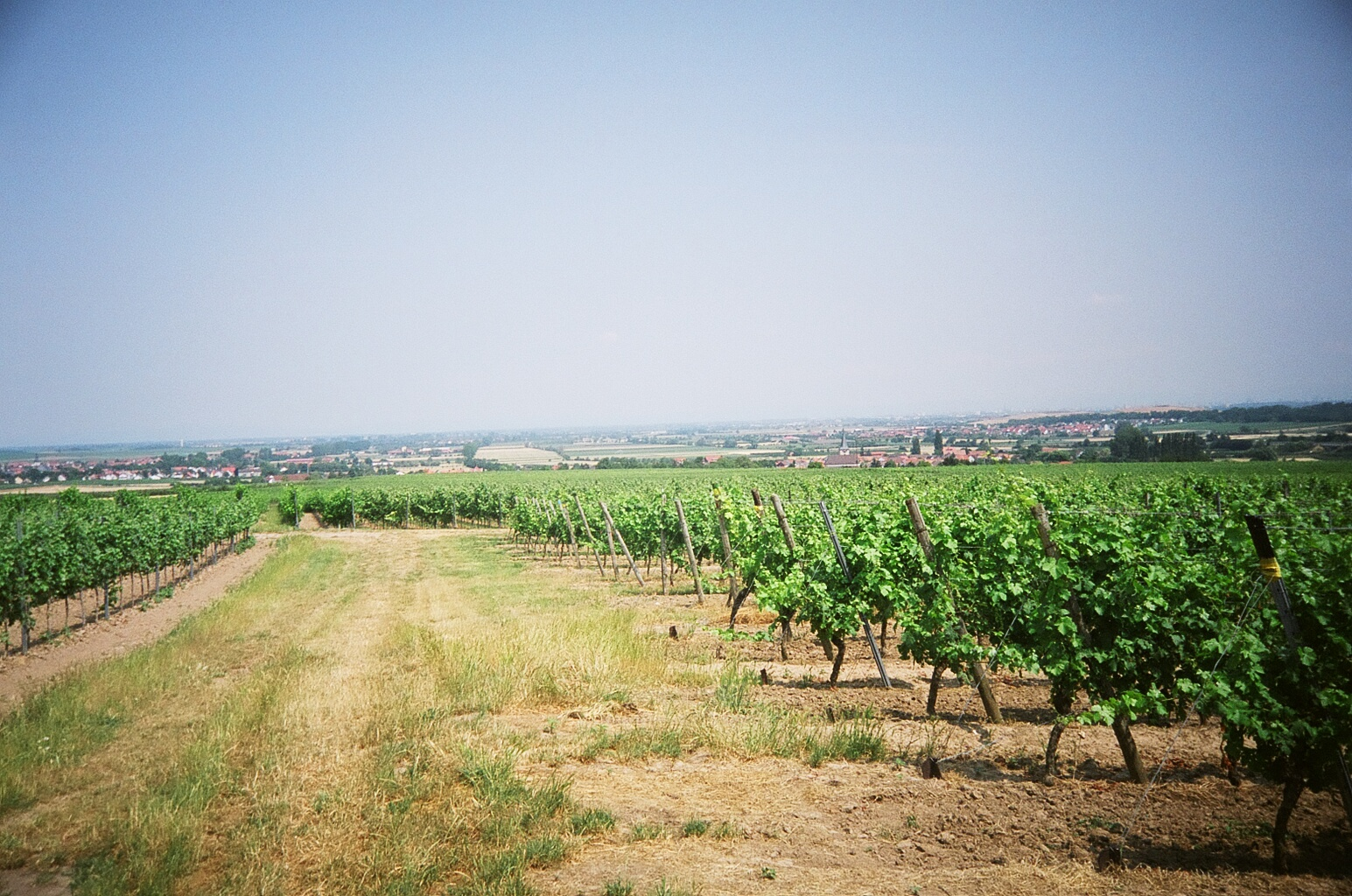
Plantacja winorośli
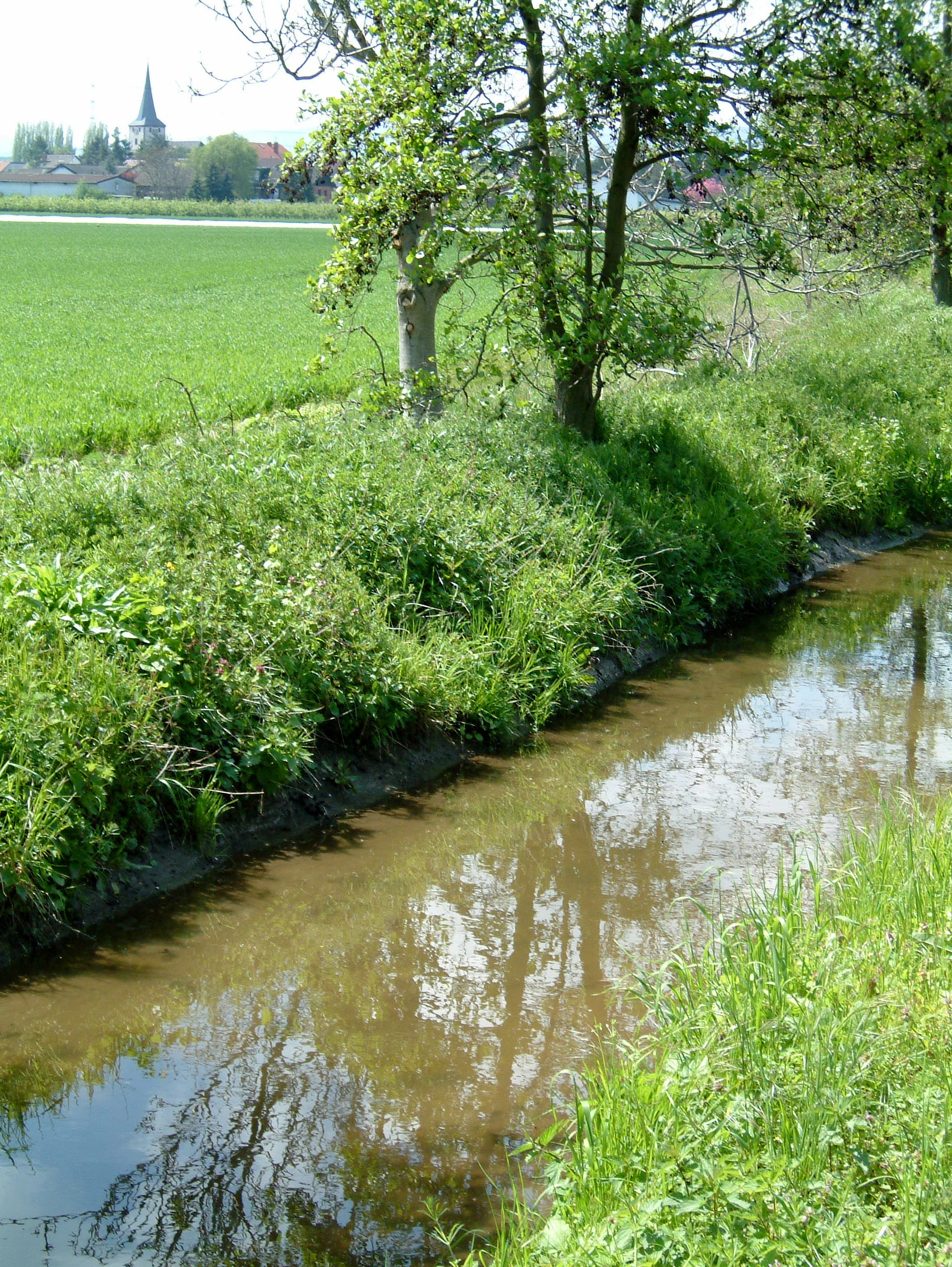
Rzeka Eckbach, w tle kościół